# Фуијад
Фуијад (фр. Fouillade) насеље је и општина у јужној Француској у региону Миди Пирене, у департману Аверон која припада префектури Вилфранш де Руерг.
По подацима из 2011. године у општини је живело 1113 становника, а густина насељености је износила 34,2 становника/km². Општина се простире на површини од 32,54 km². Налази се на средњој надморској висини од 395 метара (максималној 511 m, а минималној 215 m).

## Демографија
| 1962. | 1968. | 1975. | 1982. | 1990. | 1999. | 2011. |
| ----- | ----- | ----- | ----- | ----- | ----- | ----- |
| 1.111 | 1.123 | 1.154 | 1.153 | 1.041 | 1.034 | 1.113 |

График промене броја становника у току последњих година